# András Schäfer
András Schäfer (sinh ngày 13 tháng 4 năm 1999) là một cầu thủ bóng đá chuyên nghiệp người Hungary thi đấu ở vị trí tiền vệ trung tâm cho câu lạc bộ Union Berlin tại Bundesliga và đội tuyển quốc gia Hungary.

## Danh hiệu
Cá nhân
- Bàn thắng của tháng tại Super Liga Slovakia: Tháng 7/tháng 8 năm 2021[4]
- Slovak Super Liga Đội hình U-21 của mùa giải: 2020-21 [5]